# Joe mitra
Joe mitra (Lucky Jo) è un film del 1964 diretto da Michel Deville.